# 布斯蒂略德尔帕拉莫
布斯蒂略德尔帕拉莫，是西班牙卡斯蒂利亚-莱昂莱昂省的一个市镇。 总面积72平方公里，总人口1758人（001年），人口密度24人/平方公里。